# Neuheim
Neuheim is een gemeente en plaats in het Zwitserse kanton Zug.
Neuheim telt 1979 inwoners.
Baar · Cham · Hünenberg · Menzingen · Neuheim · Oberägeri · Risch-Rotkreuz · Steinhausen · Unterägeri · Walchwil · Zug
- Gemeinsame Normdatei: 4563258-3
- Historisch woordenboek van Zwitserland: 000791